# هولیس (اکلاهما)
هولیس(به انگلیسی: Hollis) شهری در ایالت اکلاهما کشور ایالات متحده آمریکا است که جمعیت آن در سرشماری سال ۲۰۱۰ میلادی، ۲٬۰۶۰ نفر بوده‌است.